# Joseph Elsner senior

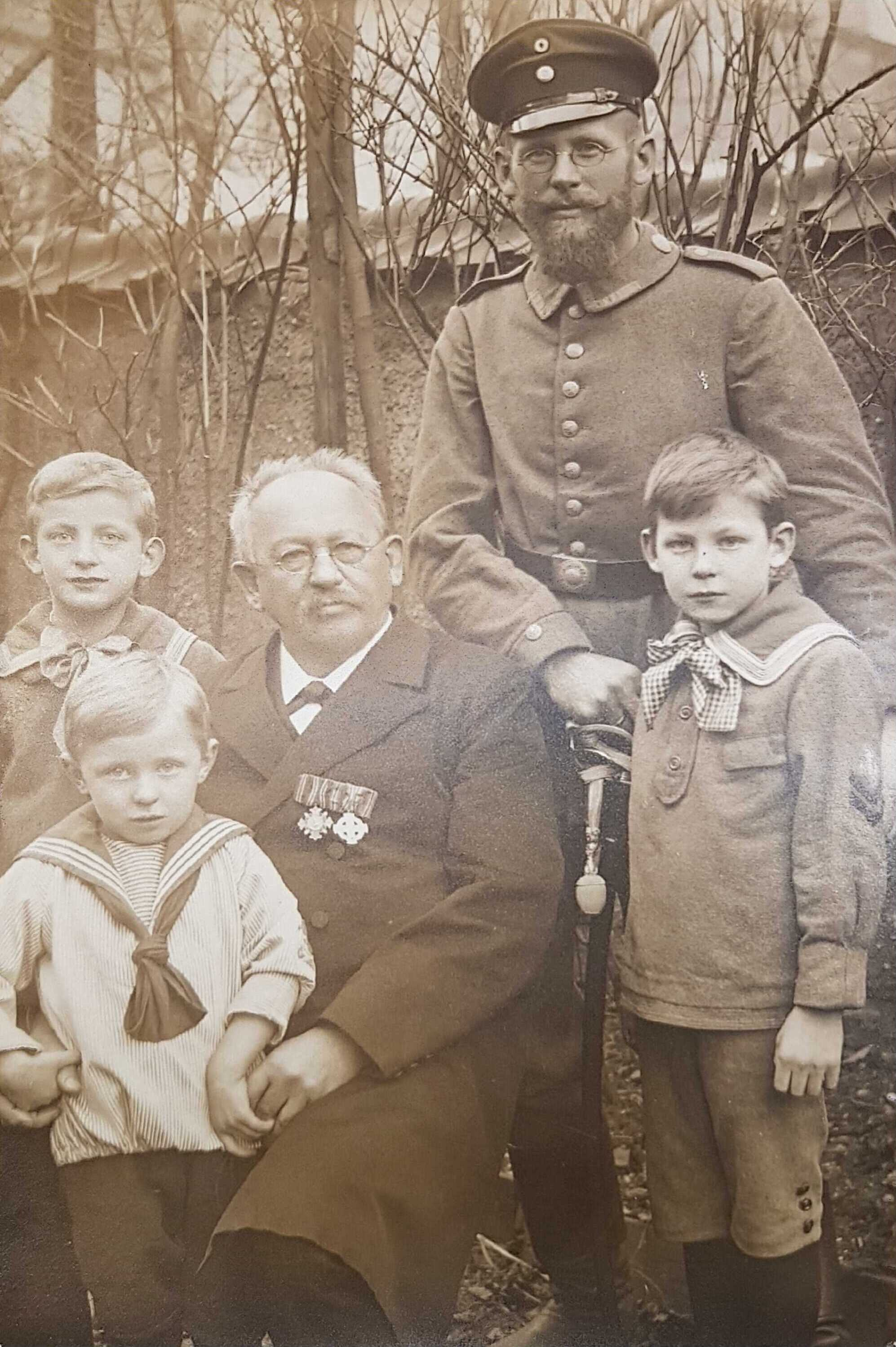
Joseph Elsner mit seinem gleichnamigen Sohn

Joseph Elsner (auch Josef Elsner; * 29. September 1845 in Schlaney, Landkreis Glatz, Provinz Schlesien; † 3. März 1933 in München) war ein deutscher Architekt und Kirchenausstatter des Historismus sowie Gemeindebevollmächtigter des Münchner Magistrats.

## Leben

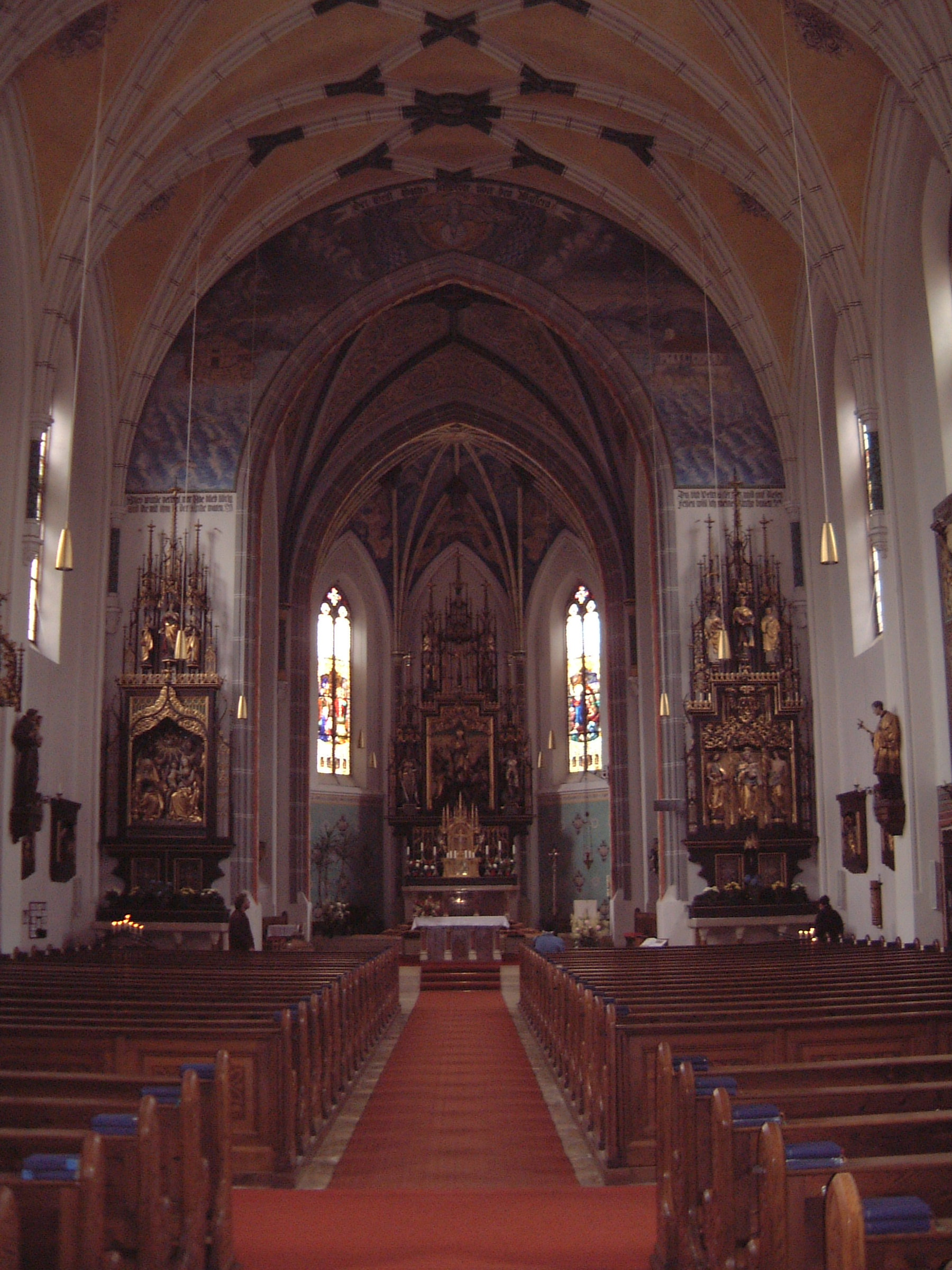
Übersee am Chiemsee: Pfarrkirche St. Nikolaus

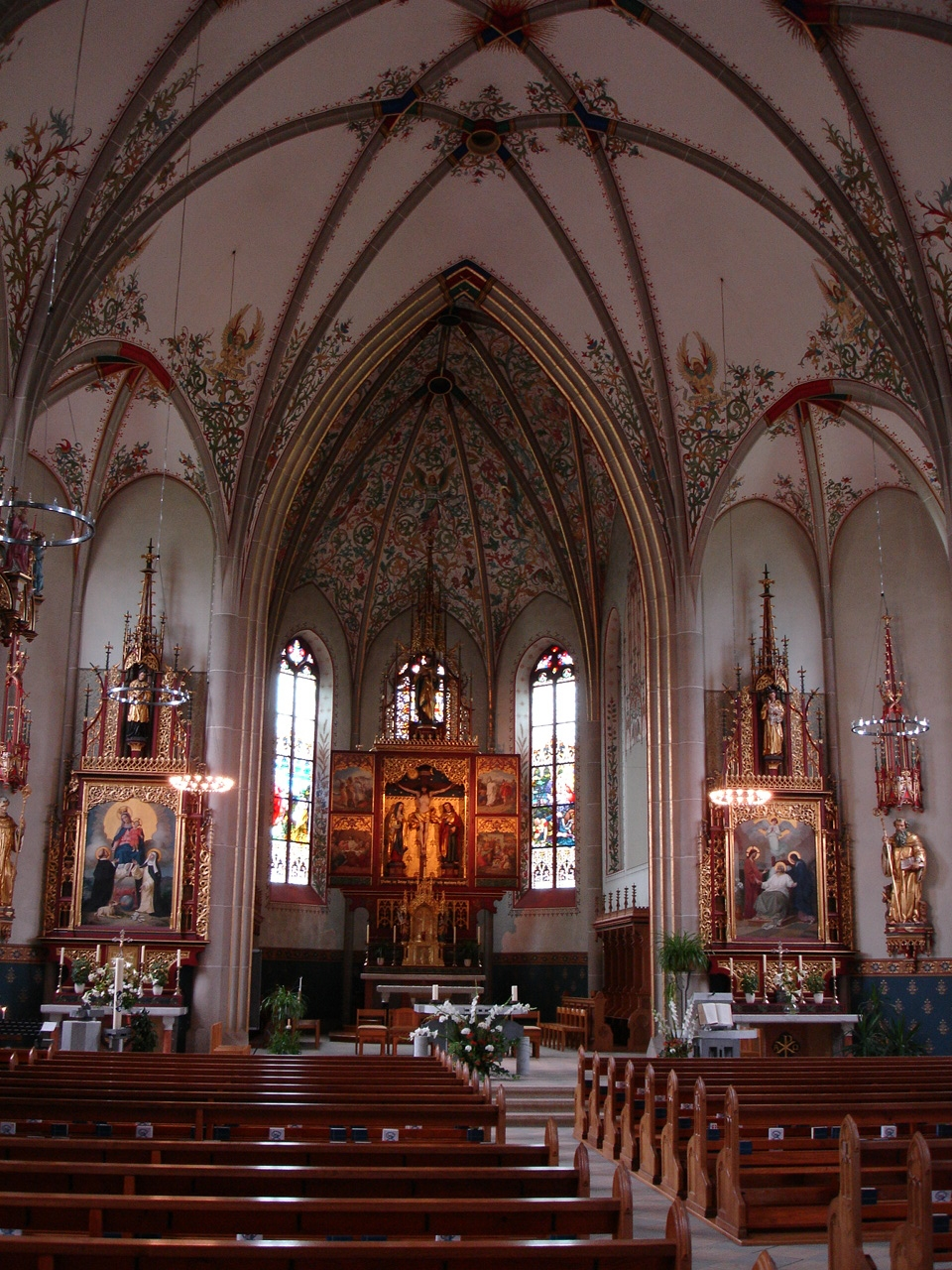
Abtwil: Pfarrkirche St. Joseph

Elsner besuchte die Volksschule in Schlaney und begann 1859 eine Lehre als Kunstschreiner und Bildhauer in der Werkstatt des Franz X. Moschner in Baumgarten bei Frankenstein, wo er auch als Geselle beschäftigt blieb. Auf Anregung von Wilhelm Hauschild, der aus Schlegel stammte und zu der Zeit bereits in München ein berühmter Historienmaler war, begab sich Elsner 1868 nach München. Neben seiner Tätigkeit als Bildhauer und Zeichner besuchte er Feiertags- und Abendklassen und erweiterte seine Kenntnisse als Hospitant an der Königlichen Kunstakademie sowie am Polytechnikum, wo er die Fächer Baukonstruktionslehre für Architekten, Kunstgeschichte und Hochbau belegte. 
1878 machte er sich als Architekt selbständig und eröffnete in der Schillerstraße 18 ein „Atelier für christliche Kunst“. Einer seiner ersten Schüler war Thomas Buscher, der später mit seinem eigenen Atelier mehrere Bildhaueraufträge für Joseph Elsner durchführte. 1892 nahm Elsner seinen Neffen Adalbert Wietek bei sich auf, der in den Elsner’schen Werkstätten seine Schreinerlehre fortsetzte und später ebenfalls ein bekannter Architekt wurde.
Elsner arbeitete überwiegend für kirchliche Auftraggeber aus München, Ober- und Niederbayern, aus dem bayerischen Schwaben und aus Schlesien. Mehrere Projekte bearbeitete er gemeinsam mit seinem Mentor, dem Münchner Architekten Johann Marggraff. Einzelne Aufträge wurden ihm auch im benachbarten Ausland übertragen. Nach seinen Plänen wurden zahlreiche Kirchen neu errichtet, umgebaut, stilistisch verändert oder renoviert. Aus seiner Werkstatt lieferte er komplette Innenausstattungen oder Einzelteile in allen Formen des Historismus, die nach seinen Zeichnungen hergestellt wurden. Viele seiner historisierenden Kirchenausstattungen wurden um die Mitte des 20. Jahrhunderts entfernt, weil sie nicht mehr dem Zeitgeschmack entsprachen. 
Dagegen wurde die neugotische St.-Nikolaus-Kirche in Übersee, die von 1902 bis 1904 von Elsner gebaut und ausgestattet worden war, vor einigen Jahren originalgetreu restauriert und in die Denkmalliste des Bayerischen Landesamts für Denkmalpflege aufgenommen. Für die nach Entwurf von August Hardegger in den Jahren 1903 bis 1905 errichtete Pfarrkirche St. Joseph im schweizerischen Abtwil entwarf Elsner die neugotische Innenausstattung, die in seinen Werkstätten geschaffen wurde. 1892 bis 1898 entstand nach Entwurf Joseph Elsners der Kreuzweg für die Unterkirche des Münchner Bürgersaals.
Seiner schlesischen Heimat blieb Elsner stets verbunden. Trotz der großen Entfernung baute bzw. stattete er dort mehrere Kirchen aus, u. a. in Bad Reinerz, Neurode, Schlegel, Niedersteine, Maria Schnee und 1909 die Filialkirche Mariä Geburt in seiner Heimatgemeinde Schlaney.
Seit 1875 war Joseph Elsner Mitglied des Münchner Vereins für Christliche Kunst. Außerdem war er Ehrenmitglied der KBStV Rhaetia München. In der Wahlperiode 1899–1905 gehörte er als Gemeindebevollmächtigter der Zweiten Kammer des Münchner Magistrats an. Er war zweiter Vorsitzender des Bezirksverbandes der katholischen Männervereine, gehörte seit 1892 dem Verwaltungsrat der Gesellenhausstiftung an und war u. a. Mitglied des Kaufmännischen Vereins Hansa München. Für seine Verdienste erhielt er mehrere Auszeichnungen, u. a. den Orden vom Heiligen Michael, das König Ludwig-Kreuz sowie den päpstlichen Orden Pro Ecclesia et Pontifice.
Joseph Elsner starb in München und wurde am Sendlinger Friedhof beigesetzt. An der Trauerfeier nahmen u. a. der bayerische Ministerpräsident Heinrich Held und der Münchner Oberbürgermeister Karl Scharnagl teil. Pater Rupert Mayer, der damalige Präses der Marianischen Männer-Kongregation legte einen Kranz nieder.

## Familie
Joseph Elsner war ab 1876 mit der Münchnerin Walburga Hauser (1857–1924) verheiratet. Der Ehe entstammten 13 Kinder, von denen sechs im Kindesalter starben. Das Geschäft wurde von seinem Sohn Joseph Elsner junior weitergeführt.

## Weitere Werke (Auswahl)
- 1874: Stefanskirchen: Neugotische Innenausstattung der Pfarrkirche St. Stephan
- 1880–1881: Gammelsdorf: Altar und Kanzel für die Kirche St. Vitus
- 1882–1886: Fürstenau, Landkreis Breslau: Neugotische Innenausstattung der Filialkirche St. Michael (zusammen mit dem Frankensteiner Dekorationsmaler Karl Krachwitz)
- 1885–1887: Schlegel, Landkreis Neurode: Neugotische Innenausstattung der Pfarrkirche St. Katharina
- 1888: Neurode, Landkreis Neurode: Neugotische Innenausstattung der Pfarrkirche St. Nikolaus
- 1889–1890: Taufkirchen, Neubau der Pfarrkirche St. Pauli Bekehrung[3]
- 1890: Schloss Freudenhain: Innenausstattung der Kapelle
- 1892–1893: Siegenburg: Neubau der Pfarrkirche St. Nikolaus
- 1892: Ampfing: neugotische Kirchenausstattung St. Margaretha
- 1895–1896: Waging am See; Umbau der Kirche St. Martin
- 1898: Edling: Umbau der Pfarrkirche St. Cyriakus
- 1904–1905: Isen: Hochaltar und Kanzel für die Pfarrkirche St. Zeno[4]
- 1899: Geisenfeldwinden: Umbau und Ausstattung der Kirche St. Vitus und Andreas[5]
- 1901: Eppenschlag: Neubau der Pfarrkirche St. Katharina
- 1911: Reit im Winkl: Neubau der Pfarrkirche St. Pankratius[6]
- 1912: Hohenlinden: Hochaltar für die Pfarrkirche St. Josef